# Frauenordination (Christentum)

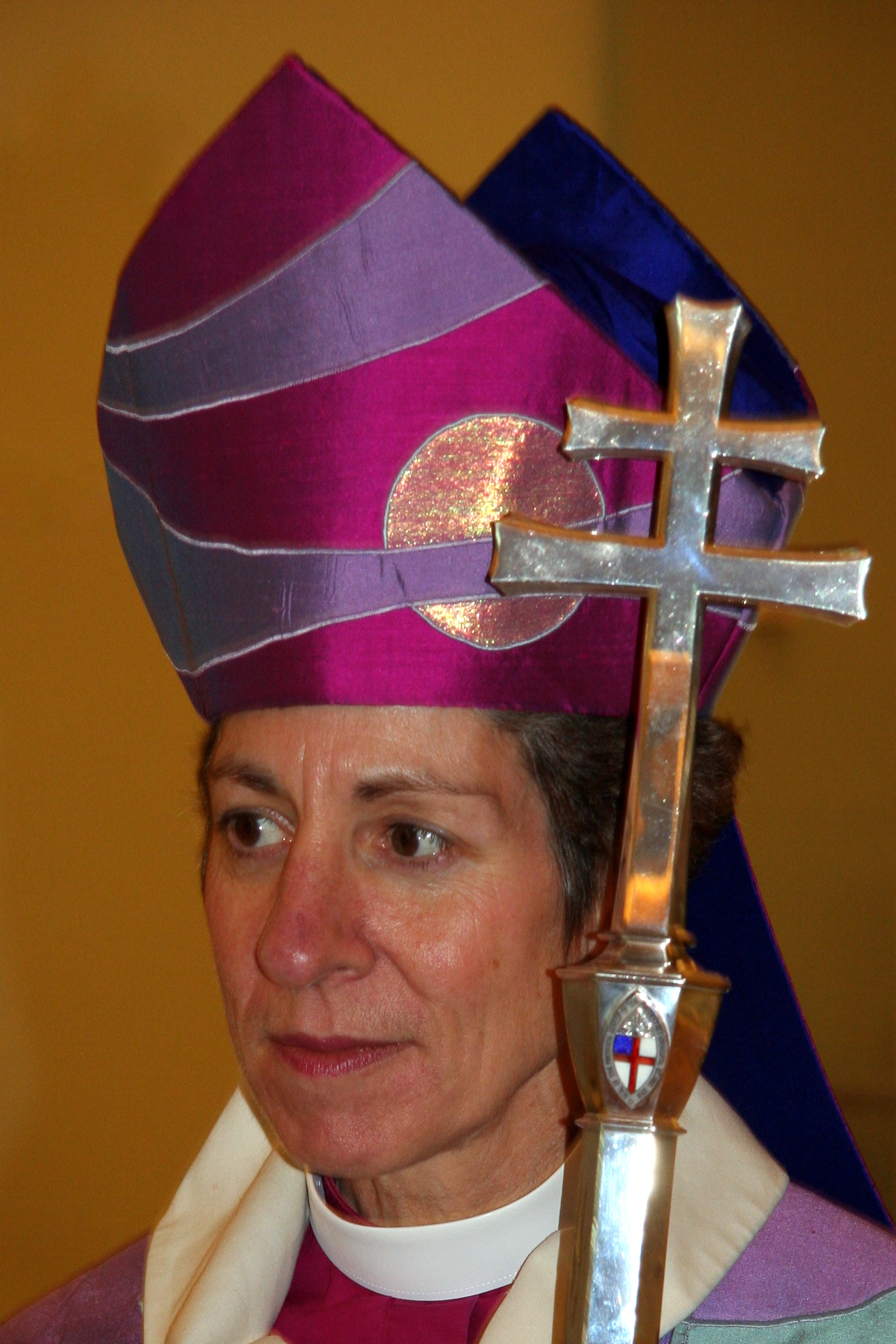
Katharine Jefferts Schori während ihrer Amtszeit als Presiding Bishop der US-amerikanischen Episkopalkirche (2010)

Frauenordination (oder Frauenweihe) bezeichnet die Zulassung von Frauen zu allen oder einigen geistlichen Ämtern in einer Kirche oder einer anderen Glaubensgemeinschaft des Christentums. In den meisten evangelischen, anglikanischen, altkatholischen Kirchen und anderen christlichen Gemeinschaften wurde im Laufe des 19. und 20. Jahrhunderts die Zulassung weiblicher Kandidaten zu den geistlichen Ämtern eingeführt. Die Ordination von Frauen ist ein kontroverses Thema in der interkonfessionellen Ökumene und teilweise auch innerhalb einzelner Kirchen oder Kirchengemeinschaften. In manchen Kirchen sind Frauen nur zu bestimmten Ämtern zugelassen.

## Historische Entwicklung

### Vorchristliche Tradition
Im antiken Judentum war der priesterliche Dienst im Tempel auf die männlichen Nachkommen Aarons, die Aaroniten aus dem Stamm Levi, beschränkt und kannte im Gegensatz zu heidnischen Religionen kein Frauenpriestertum. Frauen gelten zudem im traditionellen Judentum während bestimmter Zeiten im Zusammenhang mit Menstruation und Geburt als rituell unrein.

### Frühes Christentum
Zur Übernahme des rein männlichen Opferpriestertums aus dem Judentum kam im Frühchristentum der Gedanke, dass Frauen nicht die Eucharistie in persona Christi („in Person Christi“), des „Bräutigams“ gegenüber der als weiblich gedachten Gemeinde (der „Braut Christi“), zelebrieren können. Die von Jesus Christus auserwählten zwölf Apostel, die nach traditionellem Verständnis den Kern des christlichen Bischofsamtes und Priestertums bildeten (Apostolische Sukzession), waren allesamt Männer.
Historisch ist eine Frauenordination nur in der Bewegung der Montanisten, die später als Häretiker beurteilt wurden, nachweisbar. Auch die Ordination von Frauen wurde in der zeitgenössischen Auseinandersetzung für die Verurteilung der Montanisten maßgeblich herangezogen. Andere historische Belege sind zumindest unklar.
Hinsichtlich der Frage des ur- und frühchristlichen Verständnisses von Kirchenamt und Priestertum ist ein wissenschaftlicher und mitunter ideologischer Disput im Gange, ob diese Institute bereits im Urchristentum in jenem Sinne vorhanden waren, der ihnen von den vorreformatorischen Kirchen beigelegt wird, oder ob es sich dabei um Entwicklungen in nachapostolischer Zeit handelt. Damit verbunden ist die Frage, ob es im Urchristentum eine Frauenordination begrifflich überhaupt geben konnte.
Das geistliche Amt der Diakonin stand Frauen bereits zur Zeit des Neuen Testaments offen. So enthält der Römerbrief eine Empfehlung für die Diakonin Phoebe aus der Gemeinde von Kenchreä (Röm 16,1–2 ). Strittig ist jedoch, ob die bloße Bezeichnung einer Person als diákonos („Diener“ oder „Dienerin“) bereits bedeutet, dass sie das kirchliche Weiheamt des Diakonats innehat. Biblische Quellen (beispielsweise Apostelgeschichte 6,1–7 ) und andere frühchristliche Zeugnisse wie die Apostolischen Konstitutionen lassen darauf schließen, dass der Diakonat sowohl für Männer als auch für Frauen in der frühen Christenheit keine Vorstufe zum Priesteramt, sondern ein eigenständiger Dienst war.
Aus den folgenden Jahrhunderten sind einige teilweise sehr einflussreiche Diakoninnen bekannt. Plinius der Jüngere erwähnt in einem Brief an Kaiser Trajan (ca. 110 n. Chr.) zwei Diakoninnen (ministrae), die frühchristliche Rituale leiteten. Im westlichen Rom der Antike waren noch zu Beginn des dritten Jahrhunderts Frauen im liturgischen Dienst der Kirche tätig, wobei Witwen vom Diakonat ausgeschlossen und nur für den Gebetsdienst zugelassen waren.

### Mittelalter
Die Mutter des Papstes Paschalis I. (9. Jahrhundert) wird auf einem Mosaikbild in der Zeno-Kapelle der Kirche Santa Prassede als Episcopa Theodora bezeichnet. Diese Bezeichnung steht vermutlich mit einer römischen Tradition in Verbindung, die hier fortsetzt oder möglicherweise wiederbelebt wird, bei der direkte weibliche Verwandte mit einem prominenten männlichen Familienmitglied assoziiert werden. Episcopa kann als „Bischöfin“ übersetzt werden. Dass hier ein weiblicher Bischof dargestellt ist, wird von Dorothy Irvin vertreten.
In der Westkirche gab es Diakoninnen bis ins 8. Jahrhundert, in der Ostkirche bis ins 12. Jahrhundert. Als Grund für die Auflösung des Amtes wird vermutet, dass sich der Diakonat zunehmend als Vorstufe zum Priestertum entwickelte und weniger als eigenständiger Dienst angesehen wurde.
Im Mittelalter gab es nur in einigen Sekten wie Brüder und Schwestern des freien Geistes Tendenzen zur Frauenordination. Auch bei den häretischen Bewegungen jener Zeit war weithin ein Konsens über die Unmöglichkeit der Frauenordination gegeben.

### Reformation und Neuzeit
Im Zuge der Reformation kam es zu einer fundamentalen Änderung im Verständnis von Priestertum und Ordination. Trotzdem wurde die bisherige Praxis, ausschließlich Männer zu ordinieren, zunächst beibehalten. Überhaupt stand die Frauenordination aufgrund der in den christlich geprägten Gesellschaften bis ins 20. Jahrhundert hinein überall herrschenden Auffassung von der Verschiedenheit von Mann und Frau und den daraus resultierenden unterschiedlichen Aufgaben der Geschlechter nicht zur Debatte.
Eine Ausnahme war die frühe Praxis der Herrnhuter Brüdergemeine, in der Zinzendorf Priesterinnen, Presbyterinnen und Diakoninnen ordinierte. Nach seinem Tode wurde die Frauenordination nur noch für Diakoninnen bis etwa 1790 fortgeführt und dann bis ins 20. Jahrhundert eingestellt.
Im 19. Jahrhundert ließ auch die Heilsarmee Frauen zu allen Ämtern zu.

### Moderne
Die Haltung zur Frauenordination hat sich nach der Frauenbewegung des frühen 20. Jahrhunderts in manchen Kirchen verändert.
Bereits vor dem Zweiten Weltkrieg wurde die Frauenordination in einzelnen Glaubensgemeinschaften eingeführt: In der Kirche des Nazareners gibt es die Frauenordination seit der Gründung 1908. Im Oktober 1918 wurden in der Evangelisch-reformierten Landeskirche des Kantons Zürich die ersten Frauen in der Schweiz zu Pfarrerinnen ordiniert. In der Christengemeinschaft besteht die Frauenordination seit ihrer Begründung 1922. Bei den Mariaviten führte Bischof Jan Michael Kowalski ab 1929 die Frauenordination ein. Dies führte 1935 zur Spaltung der mariavitischen Bewegung, deren größerer Teil, die Altkatholische Kirche der Mariaviten (Płock), die Einführung der Frauenordination rückgängig machte, während die Katholische Kirche der Mariaviten (Felicjanów) sie beibehielt.
Im Zuge der Frauenemanzipation setzten in den 1960er Jahren auch in anderen reformatorischen Kirchen Bestrebungen zur Frauenordination ein. Seither müssen sich die jeweiligen Religionsgemeinschaften mit dieser Frage auf theologischer Ebene auseinandersetzen, um das Für oder Wider entsprechend begründen zu können. Für die vorreformatorischen Kirchen ist die göttliche Berufung in Gestalt des Weihesakraments ausschlaggebend, weswegen für die Frauenordination auch das Synonym Frauenweihe üblich geworden ist. Hingegen betrachten reformatorische Kirchen die Berufung ins ordinierte Amt als eine Angelegenheit der jeweiligen Kirche, die allein von Gottes Wort her in der jeweiligen Zeit ihre Regelungen trifft. Dabei gibt es jedoch erhebliche Differenzen in der Frage, inwiefern das Wort Gottes ohne Anpassungen an die jeweiligen Zeitumstände als verbindlich zu betrachten ist bzw. inwiefern eine Neuinterpretation als unzeitgemäß angesehener Bibelstellen auf dem Hintergrund einer sich wandelnden Gesellschaft möglich oder sogar geboten erscheint.

## Theologische Gesichtspunkte
Die Frage der Gültigkeit einer Frauenordination berührt Bereiche sowohl der Ekklesiologie als auch der Sakramententheologie, die Frage der Zulässigkeit – bei schon vorausgesetzter prinzipieller Gültigkeit – darüber hinaus Fragen des praktischen Kirchenverständnisses (Kirchenrecht, Missionswesen, Pastoraltheologie).
Religionsgemeinschaften mit Frauenordination begründen in reformatorischer Tradition (sola scriptura) deren Gültigkeit und Zulässigkeit theologisch auch aus der Bibel und weisen einerseits auf die ihrer Meinung nach gegebenen biblischen Zeugnisse der Alten Kirche hin, andererseits auch auf den Grundsatz des allgemeinen Priestertums aller Christen. Einige altkatholische Kirchen führen als wichtigen Grund für die Frauenordination den Umstand an, dass in Jesus Christus der Mensch als Mann und Frau erlöst sei. Diese Botschaft der Erlösung könne im heutigen kulturellen Kontext unglaubwürdig wirken, wenn das Priesteramt weiterhin nur Männern vorbehalten bleibe.
Das kirchliche Lehramt der römisch-katholische Kirche lehnt die Frauenordination ab, wozu es sich auf die kirchliche Tradition beruft. Außerdem wird darauf verweisen, dass der Priester bei der Heiligen Messe in persona Christi handele und daher männlich sein müsse und dass Frauen daher auch nicht die Homilie der Heiligen Messe halten könnten. Ebenso lehnen auch die Lehrämter der orthodoxe Kirche und die der selbständig evangelisch-lutherische Kirche sowie die meisten evangelikalen Gemeinden die Frauenordination ab. Als wesentlicher Grund für die Ablehnung wird der fehlende Auftrag Jesu Christi genannt. Das katholische Lehramt sehe sich daher weder aus der Praxis Jesu noch aus der kirchlichen Tradition heraus ermächtigt, Frauen zum Priesteramt zuzulassen. Es weist auch darauf hin, dass ihr der Grund, weshalb Jesus keine der Frauen, die ihm nachfolgten und dienten, zu Apostelinnen machte, nicht geoffenbart ist.
Von Befürwortern einer Frauenordination wird dagegen der Römerbrief angeführt: Hier finden sich unter den Grußworten des Apostels die zumindest als διάκονος (diákonos) bezeichnete Phoebe (Röm 16,1 ). Im Römerbrief finde sich auch die Erwähnung einer Junia, „die berühmt […] unter den Aposteln“ sei (Röm 16,7 ). Die traditionelle Auslegung dieser Stelle sah darin allerdings den Akkusativ „Junian“ auf einen (in der Antike sonst so nicht belegten) Männernamen „Junias“ bezogen, der jedoch als Kurzform für den (durchaus gebräuchlichen) Männernamen „Junianus“ stehen soll (ähnlich wie von Paulus auch „Silas“ als Kurzform von „Silvanus“ benutzt worden sein soll). Auch Martin Luther geht an dieser Stelle von einem Männernamen aus. Diese traditionelle Auslegung wird allerdings heute nur von einem Teil der Exegeten vertreten. Weiter wird argumentiert, dass auch eine „Junia, die unter den Aposteln berühmt ist“, deshalb noch keineswegs das Apostelamt innegehabt haben müsse, sondern dem Wortsinn nach auch den Aposteln einfach besonders gut bekannt gewesen oder von ihnen besonders geschätzt worden sein könnte. Die Einheitsübersetzung von 1980 wiederum gibt Röm 16,7  als „Andronikus und Junias, […] sie sind angesehene Apostel“ wieder. In der revidierten Einheitsübersetzung von 2016 heißt es an dieser Stelle aufgrund neuer wissenschaftlicher Erkenntnisse „Junia“.

### Protestantismus
In Kirchen der wesleyanischen Tradition war die Frauenordination schon vergleichsweise früh verankert. In der Heilsarmee werden Frauen seit dem 19. Jahrhundert ordiniert; in der Kirche des Nazareners gibt es die Frauenordination seit Gründung der Kirche 1908.
Die meisten Kirchen der reformatorischen Tradition wie die Evangelische Kirche in Deutschland (EKD) haben die Frauenordination eingeführt. Weil die Ordination der Geistlichen nicht als Sakrament verstanden wird, waren die theologischen Bedingungen gegeben, nur die kirchlichen, von Menschen gemachten Satzungen mussten geändert werden. In einem geänderten gesellschaftlichen Umfeld wurde die Zulassung von Frauen zum Pfarramt möglich.
Die evangelisch-unierte Evangelische Kirche der altpreußischen Union führte 1927 die Ordination von Frauen mit beschränkten Aufgaben und Rechten ein, die sogenannte Einsegnung für Diakoninnen. Deutsche Christen mit ihrem Familien- und Frauenbild und ihrer Übermacht ab 1933 in den meisten altpreußischen Beschluss- und Vertretungsorganen hinderten eine Weiterentwicklung. Doch auch in der Parallelorganisationen der altpreußischen Bekennenden Kirche (BK) kam die Sache der Frauenordination nur mühsam voran.
Auf der altpreußischen Elften Landesbekenntnissynode, die wegen Obstruktion der deutsch-christlich dominierten offiziellen Kirchenleitung am 17./18. Oktober 1942 nur außerhalb des landeskirchlichen Gebiets in Hamburg stattfinden konnte, lehnten die Synodalen mit Mehrheit die Vorlage, Frauen den Männern gleich zu ordinieren, ab. Doch die Verfechter der Frauenordination ließen nicht locker. Am 12. Januar 1943 ordinierte Kurt Scharf, Präses der brandenburgischen Provinzialbekenntnissynode und Pastor in Sachsenhausen, allein in Absprache mit einigen Verfechterinnen und Verfechtern der Frauenordination Ilse Härter und Hannelotte Reiffen in seiner Kirche in Sachsenhausen, wobei beide Frauen in Talaren wie ihre männlichen Amtskollegen gekleidet waren, als erste Frauen in Deutschland zu Pastorinnen wie sonst Männer mit gleicher Ausbildung.
Anfang Oktober 1943, kurz vor der altpreußischen Zwölften Landesbekenntnissynode, trug der altpreußische Landesbruderrat zwischen den Sitzungen der Synode Leitungsorgan der altpreußischen BK dieser Entwicklung Rechnung und beschloss für die altpreußische BK, Frauen zur Ordination zuzulassen. Am 16. Oktober 1943 erhielten in einer Kirche der Gesamtkirchengemeinde Berlin-Lichterfelde Annemarie Grosch, Sieghild Jungklaus, Margarethe Saar, Lore Schlunk, Ruth Wendland und Gisela von Witzleben ihre Ordinationen als Pastorinnen, an eben jenem Tage, an dem die altpreußischen Landesbekenntnissyode in Breslau zu ihren dreitägigen Beratungen zusammentrat. Verschaffte die Ordination den Kandidatinnen den geforderten Nachweis der Qualifikation, so war dies nicht gleichbedeutend mit einer Pfarrstelle. Viele ordinierte Pastorinnen arbeiteten zunächst lange als Diakoninnen, Vikarinnen oder Pfarrverweserinnen, denn es brauchte lange, bis erste Kirchengemeinden entschieden, eine Pfarrstelle mit einer Frau zu besetzen.
Erste Pastorin einer evangelisch-lutherischen Kirche in Deutschland „im Sinne des Gesetzes“ wurde 1958 Elisabeth Haseloff in Lübeck für die Evangelisch-Lutherische Kirche in Lübeck. Allerdings galt bis 1974 für Pastorinnen in der EKD die Ehelosigkeit. Durch Verehelichung schied eine Pastorin aus dem Amt, denn es galt die Ansicht, dass Frauen nicht zugleich dem Gatten eine gute Ehefrau und der Kirchengemeinde eine gute Seelsorgerin sein können. Die Evangelisch-Lutherische Kirche in Bayern führte 1975 die Frauenordination ein. Marianne Pflüger (1921–2020) gehörte 1976 zu den ersten drei Frauen, die in Bayern zu Pfarrerinnen ordiniert wurden, und übernahm 1977 als erste Frau in Bayern ein Pfarramt. Die letzte Gliedkirche der EKD, die die Frauenordination einführte, war die Evangelisch-Lutherische Landeskirche Schaumburg-Lippe 1991.
In der Evangelisch-Lutherischen Kirche in Baden ist die Frauenordination seit 1994 möglich und wurde 2011 erstmals durchgeführt; die mit ihr in Lehr- und Abendmahlsgemeinschaft stehende Selbständige Evangelisch-Lutherische Kirche (SELK), daneben andere evangelische Kirchen wie die Lutheran Church – Missouri Synod, lehnen die Frauenordination hingegen als unbiblische Neuerung ab. Die SELK gab in den 1990er Jahren bei der Theologischen Hochschule Oberursel ein Gutachten zur Frage der Frauenordination in Auftrag. „Die Fakultät kam mehrheitlich zu dem Ergebnis, dass es keine zwingenden theologischen Gründe gibt, die gegen eine Frauenordination sprechen.“ Die Kirchenleitung veröffentlichte das Gutachten nicht. 2022 sprachen sich 61 von 96 Gemeinden in Gemeindeversammlungen für eine Frauenordination aus.
An der Evangelisch-Theologischen Fakultät der Universität Wien konnten Frauen ab 1928 studieren. Im Jahr 1937 erwarb Dora Winkler-Hermann als erste Frau den theologischen Doktorgrad. Im Jahr 1945 wurde sie als erste Frau mit einer Ausnahmeregelung in der Diözese Tirol zum Geistlichen Amt ordiniert. Im Jahre 1965 beschloss die Generalsynode der evangelischen Kirchen Österreichs offiziell, Frauen zu ordinieren, allerdings noch mit vielen Einschränkungen hinsichtlich der beruflichen Kompetenzen und des Familienstandes. Bei einer Eheschließung wurden sie automatisch aus dem Dienstverhältnis entlassen. Erst 1980 wurde dieser Passus gestrichen und rechtliche Gleichstellung erreicht.
In manchen evangelischen Freikirchen wird die geistliche Leiterschaft sowie das Predigen von Frauen im Hauptgottesdienst basierend auf Bibelstellen wie 1 Tim 2,12  abgelehnt, in methodistisch oder pfingstlerisch geprägten Gemeinden eher zugelassen. Die Situation ist aber von Ort zu Ort verschieden, da der jeweilige Kirchenverband den einzelnen Gemeinden die Entscheidung überlässt.

#### Evangelisch-Lutherische Kirche Lettlands
Bisher einmalig in der Kirchengeschichte ist die Situation in der Evangelisch-Lutherischen Kirche Lettlands. Erzbischof Jānis Matulis ordinierte 1975 mit nur einem Konsistorial- statt einem Synodalbeschluss einige Frauen, was Proteste hervorrief. Sein Nachfolger Ēriks Mesters, ein Gegner der Ordination von Frauen, wurde vom Klerus gebeten, keine Frauen zu ordinieren, bis die Frage theologisch erörtert worden sei, was zu einem ersten, dreijährigen Moratorium führte. Unter Erzbischof Kārlis Gailītis, einem Befürworter der Ordination von Frauen, kam es 1989 zu einem Synodalbeschluss, der halbherzig die Ordination von Frauen wieder zuließ.
Die Synode 1992 entschied, dass diese Frage nicht genügend gründlich theologisch diskutiert worden sei, und setzte hierfür ein Komitee ein. Nach dem Tod von Gailītis standen zwei Kandidaten zur Wahl, der liberale Frauenordinationsbefürworter Elmārs Ernsts Rozītis, der spätere Erzbischof der Lettischen Evangelisch-Lutherischen Kirche außerhalb Lettlands, und Jānis Vanags, ein Gegner der Frauenordination, die beide vor der Wahl ihre theologischen Positionen klarstellten, wobei Vanags offen vor Problemen mit dem Lutherischen Weltbund im Fall seiner Wahl warnte. Vanags wurde gewählt und drei Jahre später mit großer Mehrheit wiedergewählt. Die fünf ordinierten Pastorinnen können weiter amtieren; seit der Wahl von Vanags bestand jedoch wieder ein Moratorium für neue Ordinationen. Bei der Synode am 3. und 4. Juni 2016 wurde ein Antrag angenommen, der die Zulassung zur Ordination künftig auf männliche Kandidaten beschränkt.

### Anglikanismus
Für die Mitgliedskirchen der Anglikanischen Gemeinschaft sind nur die Prinzipien des Lambeth-Quadrilaterals verbindlich. Die Frage der Frauenordination wird darin nicht behandelt, daher gibt es keine einheitliche, für alle Gliedkirchen bindende Regelung. Die einzelnen Kirchen vertreten daher unterschiedliche Haltungen, manche lehnen die Frauenordination grundsätzlich ab, manche erlauben die Weihe zum Diakon, andere auch zum Priestertum oder Bischofsamt.
Einige Mitgliedskirchen der Anglikanischen Gemeinschaft begannen in den 1970er Jahren, Frauen zum Priesteramt zu weihen. Dies geschah in der Anglikanischen Kirche von Kanada, in der Episcopal Church in den USA (ECUSA) seit 1976, in der Anglikanischen Kirche von Neuseeland seit 1977.
Die erste anglikanische Bischöfin war Barbara Clementine Harris, die 1989 zur Suffraganbischöfin der Episcopal Diocese of Massachusetts geweiht wurde. Die erste Diözesanbischöfin wurde 1990 Penny Jamieson in der Diocese of Dunedin in Neuseeland. Im Juni 2006 wurde Katharine Jefferts Schori als erste Frau zum Primas der ECUSA (heute oft The Episcopal Church, TEC) gewählt.
In der Church of England ist die Priesterweihe von Frauen seit 1994 möglich, die Bischofsweihe seit 2014. 2015 wurden in der Church of England Libby Lane als erste Suffraganbischöfin und Rachel Treweek als erste Diözesanbischöfin geweiht. Zur ersten Bischöfin der Church of Ireland wurde im September 2013 Pat Storey geweiht. Die erste Bischöfin in der Church in Wales, Joanna Penberthy, wurde am 30. November 2016 für ihr Amt geweiht. Im März 2018 wurde Anne Dyer zur ersten Bischöfin der Scottish Episcopal Church geweiht.

### Altkatholizismus
In der Alt-Katholischen Kirche in Deutschland begann in den 1970er Jahren unter anderem durch die Initiative des Bundes Alt-Katholischer Frauen eine Diskussion über die Zulassung von Frauen zum Diakonat. Im Jahr 1976 sprachen sich die in der Internationalen Bischofskonferenz (IBK) der Utrechter Union der Altkatholischen Kirchen versammelten Bischöfe mehrheitlich gegen die Zulassung von Frauen zum dreifachen ordinierten Amt aus. Da der Beschluss nicht einstimmig gefasst wurde (Gerhardus Anselmus van Kleef, Bischof von Haarlem, der die Frauenordination als einziger der anwesenden Bischöfe befürwortete, verließ vor der Abstimmung den Raum), hatte er für die Mitgliedskirchen keine bindende Wirkung. In den darauf folgenden Jahren kam es in den westeuropäischen altkatholischen Kirchen zu einem theologischen Paradigmenwandel, sodass die IBK es ihren Mitgliedskirchen ab 1982 freistellte, Frauen zum Diakonat zuzulassen. Die Synoden der deutschen und der schweizerischen Kirche hatten sich bereits 1981 dafür ausgesprochen. 1987 wurden in der Schweiz die ersten vier Frauen zu Diakoninnen geweiht, 1988 die erste Frau in Deutschland und 1991 empfing schließlich auch eine Frau in Österreich die Diakonweihe.
1989 sprach sich die deutsche Bistumssynode auch für die Einbeziehung der Frauen in das priesterliche Amt aus. Mit Rücksicht auf die Schwesterkirchen wurde die sofortige Ausführung zurückgestellt und der damalige Bischof Sigisbert Kraft beauftragt, auf ein Einvernehmen mit den anderen Kirchen der Utrechter Union hinzuwirken. Ähnlich äußerte auch die schweizerischen Synode mehrfach ihren Wunsch nach Einführung der Frauenordination, betonte aber, nicht zuletzt auf Drängen ihres damaligen Bischofs Hans Gerny, dass die Frage der Frauenordination die Einheit der Kirche betreffe und deshalb „nur nach Gesprächen mit den Kirchen, die mit uns den altkirchlichen Glauben teilen, verantwortet werden kann“. 1991 wünschte die IBK an einer Sondersession in Wislikofen im Interesse einer gemeinsam verantworteten Grundsatzentscheidung „eine intensivierte und koordinierte Fortsetzung des Studiums der Frage und des gemeinsamen Gesprächs darüber unter allen theologischen und pastoralen Aspekten, und zwar in allen Ortskirchen“. So kam das Thema auch in jenen altkatholischen Kirchen, welche die Frauenordination unter Berufung auf die IBK-Erklärung von 1976 als bereits erledigtes Thema ablehnten, auf die Tagesordnung. In den altkatholischen Kirchen von Österreich, den Niederlanden, Polen, Deutschland, der Schweiz und den USA wurden Studienseminare durchgeführt.
Im Jahr 1994 beschloss in Deutschland die 51. Bistumssynode mit 124 Ja-Stimmen bei 10 Nein-Stimmen und 2 Enthaltungen im Alleingang, dass Männer und Frauen die gleichen Rechte in der Kirche haben und dass „Frauen im Bereich des Katholischen Bistums der Alt-Katholiken in Deutschland von jetzt an den gleichen Zugang zum ordinierten Amt haben wie Männer“. Am Pfingstmontag 1996 empfingen Angela Berlis und Regina Pickel-Bossau als erste Frauen in der Christuskirche in Konstanz durch Bischof Joachim Vobbe die Priesterweihe. Da der von der IBK 1991 beschlossene gemeinsame Studienprozess noch nicht abgeschlossen war, führte dies zur zeitweisen Suspension des Stimmrechtes des deutschen Bischofs in der IBK.
1997 fand schließlich eine weitere Sondersitzung der IBK zum Thema statt, die allerdings mit einem Patt endete: Eine gemeinsam verantwortete Grundsatzentscheidung für oder gegen die Frauenordination, oder auch nur eine gemeinsame Erklärung, dies der Kompetenz der Ortskirchen zu überlassen, erwies sich als unmöglich. Immerhin wurde festgehalten, dass die ablehnende Haltung der IBK von 1976 nicht als verbindlicher Beschluss aufgefasst werden dürfe und dass man sich bewusst sei, dass mehrere altkatholische Ortskirchen nicht länger bereit sein würden, mit der Einführung der Frauenordination zuzuwarten.
Tatsächlich bewirkte dieses Resultat der Sondersitzung eine De-facto-Freigabe der Frauenordination in der Kompetenz der Ortskirchen: Noch 1997 beschloss die Synode der Altkatholischen Kirche Österreichs die Frauenordination; die erste Priesterin wurde noch im selben Jahr geweiht. 1998 folgte die Synode der Alt-Katholischen Kirche der Niederlande und 1999 die Nationalsynode der Christkatholischen Kirche der Schweiz. Im September 1999 erhielt die erste Frau der niederländischen Kirche die Priesterweihe. Im Jahr 2000 empfing in der christkatholischen Kirche Denise Wyss als erste Frau die Priesterweihe.

#### Polish National Catholic Church
Dieser Prozess der Öffnung des ordinierten Amtes für Frauen verschärfte die bereits vorhandenen Spannungen in der IBK, da die Bischöfe der Polish National Catholic Church, die aufgrund theologischer Erwägungen, aber auch aufgrund ihres Interkommunionabkommens mit der römisch-katholischen Kirche die Frauenordination strikt ablehnen, sich veranlasst sahen, die sakramentale Communio mit denjenigen Bischöfen, die Frauen ordinieren, als ruhend zu betrachten. Da die IBK 1997 beschlossen hatte, die dadurch entstandene Situation der fehlenden „vollen Sakramentsgemeinschaft“ innerhalb von sechs Jahren neu zu beraten und zu bereinigen, man aber bis 2003 keine Einigung erreichte, kam es Ende 2003 auch zum institutionellen Bruch innerhalb der Utrechter Union. Dies hatte zur Folge, dass die Bischöfe der PNCC nicht mehr der IBK und somit ihre Kirchen auch nicht mehr der Utrechter Union angehören. Die PNCC hat im Jahr 2008 als verbindliche Bekenntnisgrundlage ihrer Kirche – neben der Utrechter Erklärung – die Erklärung von Scranton angenommen. Diese verwirft die Praxis der Frauenordination.

### Vorreformatorische Kirchen
Nach der Lehre und Tradition der Alten Kirche kann das Weihesakrament nur von einem Mann gültig empfangen werden. Dies wird von allen vorreformatorischen Kirchen, der römisch-katholischen Kirche, den orthodoxen und altorientalischen Kirchen vertreten, sowie auch von manchen anglikanischen und altkatholischen Kirchen.
Bei der Einsetzung des Sakraments habe Jesus ausschließlich Männer zu seinen Aposteln berufen (Mk 3,13–19 , Lk 6,12–16 ). An diese göttliche Festlegung sieht sich die Kirche gebunden und habe daher keinerlei Vollmacht, dieses Sakrament einer Frau zu spenden; so stellte es die Glaubenskongregation 1976 in Inter insigniores fest. Auch die Apostel haben ausschließlich Männer zu ihren Nachfolgern berufen (1 Tim 3,1–13 , Tit 1,5–9 ). Diese Praxis ist bereits aus der Urkirche belegt und wird daher auch als Bestandteil der kirchlichen Tradition angesehen.
Als weiterer Grund gilt, dass ein Priester bei der Ausübung der durch die Weihe erlangten Vollmachten nicht in eigener Person handelt, sondern in persona Christi („an der Stelle von Christus“), weshalb auch eine natürliche Ähnlichkeit (naturalis similitudo) erforderlich oder wenigstens geboten sei, um die Verkörperung Jesus erkennbar zu machen. Eine biblische Grundlage für dieses Postulat gibt es nicht. Für die Ähnlichkeit stellt die Kirche  ausschließlich auf das männliche Geschlecht Jesu ab, nicht auf andere Merkmale wie beispielsweise Alter, Hautfarbe oder seine Beschneidung als Jude. Dieses Verständnis von Ähnlichkeit wird kritisiert, da sie die Ordination von Frauen ausschließt; nach der Bibel sei das Menschsein ausschlaggebend für die Ähnlichkeit und nicht das Mannsein (Joh 1,14 ).

### Römisch-katholische Kirche
In der römisch-katholischen Kirche ist jedes geweihte Amt gemäß can. 1024 CIC auf Männer beschränkt. Der Versuch einer Frauenordination führt zu einer automatischen Exkommunikation. Diese Sanktion, die bisher untergesetzlich geregelt war, wurde erstmals 2008 als Dekret formuliert und ist ab 8. Dezember 2021 im kirchlichen Strafrecht (Buch VI CIC) in 1379  CIC kodifiziert.
Die Kongregation für die Glaubenslehre beschrieb in der Erklärung Inter insigniores zur Frage der Zulassung von Frauen zum Priestertum vom 15. Oktober 1976: „Niemals ist die katholische Kirche der Auffassung gewesen, man könne Frauen die Priester- oder Bischofsweihe gültig spenden.“ Papst Johannes Paul II. stellte in seinem Apostolischen Schreiben Ordinatio sacerdotalis vom 22. Mai 1994 betreffend die Ordination von Priestern fest:

„Damit also jeder Zweifel bezüglich der bedeutenden Angelegenheit, die die göttliche Verfassung der Kirche selbst betrifft, beseitigt wird, erkläre ich kraft meines Amtes, die Brüder zu stärken (Lk 22,32 ), dass die Kirche keinerlei Vollmacht hat, Frauen die Priesterweihe zu spenden, und dass sich alle Gläubigen der Kirche endgültig an diese Entscheidung zu halten haben.“

Die Kongregation für die Glaubenslehre stellte dazu fest, dies sei eine „endgültig zu haltende Lehre“.
Die lehramtlichen Auffassungen zur Frauenordination sind allerdings nicht widerspruchsfrei. In der Enzyklika Pacem in terris von 1963 erkennt Papst Johannes XXIII. unter der Überschrift „Recht auf freie Wahl des Lebensstandes“ die Gleichberechtigung von Mann und Frau an: „Darüber hinaus haben die Menschen das unantastbare Recht, jenen Lebensstand zu wählen, den sie für gut halten, d. h. also, entweder eine Familie zu gründen (…) oder das Priestertum oder den Ordensstand zu ergreifen.“ (PT Nr. 9) Damit gesteht Papst Johannes XXIII. explizit auch Frauen das (Menschen-)Recht zu, im Rahmen ihrer Berufung den Priesterstand zu wählen und auszuüben. Er zieht die Konsequenz aus dem Zeichen der Zeit, das er klarsichtig erkannte, nämlich „die allgemein bekannte Tatsache, dass die Frau am öffentlichen Leben teilnimmt“ und „dass die Frau jene Rechte und Pflichten in Anspruch nimmt, die der Würde der menschlichen Person entsprechen“ (PT Nr. 22). Seine Nachfolger sind ihm darin nicht gefolgt.
Heute wird die Lehre, wonach die Kirche zur Frauenweihe nicht befugt sei, zunehmend abgelehnt. Theologen und Laienbewegungen akzeptieren das päpstliche Diktum nicht; es gilt als „fehlerhaft und frauenfeindlich“. Aber auch Amtsträger der Kirche üben Kritik. So äußerte die Generaloberin der Oberzeller Franziskanerinnen, Schwester Katharina Ganz, dass sie den Ausschluss der Frauen von Weiheämtern „nicht als unverrückbare göttliche Weisung anerkennen“ könne. Auch der Vorsitzende der Deutschen Bischofskonferenz, der Limburger Bischof Georg Bätzing, widerspricht Papst Johannes Paul II.: „Für mich ist die Frage nicht abgeschlossen, sondern sie ist als eine offene Frage da in der Kirche und muss als solche auch behandelt werden.“

Mittlerweile findet die Kritik an dem Lehrschreiben nicht nur eine breite Mehrheit unter den Katholiken Deutschlands, sondern auch unter den Bischöfen. Auf dem Synodalen Weg in Deutschland wurde im September 2022 mit einer Mehrheit von 92 % der Teilnehmer und 82 % der Bischöfe beschlossen, den Vatikan um Prüfung der Lehre von Ordinatio sacerdotalis zu bitten:
Die Lehre von ‚Ordinatio Sacerdotalis‘ wird vom Volk Gottes in weiten Teilen nicht angenommen und nicht verstanden. Darum ist die Frage an die höchste Autorität in der Kirche (Papst und Konzil) zu richten, ob die Lehre von ‚Ordinatio Sacerdotalis‘ nicht geprüft werden muss: Im Dienst der Evangelisierung geht es darum, eine entsprechende Beteiligung von Frauen an der Verkündigung, an der sakramentalen Repräsentanz Christi und am Aufbau der Kirche zu ermöglichen. Ob die Lehre von ‚Ordinatio Sacerdotalis‘ die Kirche unfehlbar bindet oder nicht, muss dann verbindlich auf dieser Ebene geprüft und geklärt werden. 
Zur Befugnis der Kirche, ihre Lehre zu ändern, äußerte sich Papst Pius XII. im Zusammenhang mit der Gültigkeit der Priesterweihe in Sacramentum ordinis so: „Alle wissen, dass die Kirche, was sie festgelegt hat, auch verändern und abschaffen kann“ (DH 3858); nach Auffassung der Theologin Julia Knop sei es eine Trivialität, dass „die Kirche ihre eigenen Beschlüsse revidieren kann“.

#### Kritik  von Laienbewegungen
Im Memorandum Kirche 2011: Ein notwendiger Aufbruch haben im Februar/März 2011 240 katholische Theologieprofessoren aus Deutschland, Österreich und der Schweiz eine tiefgreifende Kirchenreform gefordert und sich unter anderem für Frauen als Geistliche ausgesprochen. Gegen die Forderungen des Memorandums positionierte sich die Online-Petition Petition pro Ecclesia, welche im gleichen Zeitraum über 15.000 Unterschriften von Katholiken sammelte. Eine ähnliche Petition wurde von Theologiestudenten und unter dem Titel Memorandum „plus“ Freiheit formuliert.
Neben Theologen wie Eugen Drewermann und Uta Ranke-Heinemann fordert auch Hans Küng, das katholische Priesteramt für Frauen zu öffnen.
Neben der Organisation Wir sind Kirche in Deutschland hat sich in Österreich eine römisch-katholische Laienbewegung unter Führung von ÖVP-Politikern wie Andreas Khol, Erhard Busek und Herbert Kohlmaier gegründet, die die Zulassung von Frauen zum Diakonat fordert.
Im Dezember 2017 verabschiedete das Zentralkomitee der deutschen Katholiken sieben „Osnabrücker Thesen“ zur Frage von „Frauen in kirchlichen Ämtern“. Darin wurde u. a. festgestellt: „Nicht der Zugang von Frauen zu den kirchlichen Dienste und Ämtern ist begründungspflichtig, sondern deren Ausschluss.“ 2019 wurde die Forderung nach Zugang von Frauen zu allen kirchlichen Ämtern erneut bestätigt.
Die Initiative Maria 2.0 forderte bei ihrem „Kirchenstreik“ im Mai 2019 unter anderem die Ermöglichung der Priesterweihe für Frauen in der römisch-katholischen Kirche. Die Katholische Frauengemeinschaft Deutschlands (kfd) erhob in einem im Juni 2019 veröffentlichten Positionspapier die gleiche Forderung. Bereits in den im Jahr 1999 verabschiedeten Programm Leitlinien ’99 hatte die kfd die Forderung nach Zulassung von Frauen zu allen Diensten und Ämtern in der Kirche aufgestellt, musste diese aber aufgrund von Konflikten mit der Deutschen Bischofskonferenz herausnehmen. Im September 2019 befürwortete der Bund der Deutschen Katholischen Jugend (BDKJ) die Einführung der Frauenordination in der Römisch-Katholischen Kirche. Ebenso fordert der Katholische Deutsche Frauenbund (KDFB) die Ermöglichung der Frauenordination in der römisch-katholischen Kirche.
Auch in anderen Teilen der Weltkirche wird der Frauenausschluss von der Weihe zunehmend infrage gestellt. Davon zeugt die Zahl internationaler Vereinigungen, die sich für die Frauenordination einsetzen. Im November 2019 haben sie sich zur internationalen Dachgruppe Catholic Women’s Council (CWC) zusammengeschlossen.

#### Kirchlicher Diskurs
Mit Eingaben zum 2. Vatikanischen Konzil (1962–1965) begann das öffentliche Engagement für die Frauenordination in der römisch-katholischen Kirche. Hervorgetreten sind damit die beiden Theologinnen Ina Raming und Iris Müller, die 2002 zusammen mit weiteren Frauen contra legem zu Priesterinnen geweiht wurden, sowie die Theologin Theresia Münch und die Schweizer Juristin Gertrud Heinzelmann. Insbesondere die Hildegard-Forscherin und Benediktinerin Maria Schrader setzte sich für den Diakonat der Frau ein. Ihre Bemühungen blieben zwar erfolglos, da die Zeit noch nicht reif sei, wie die Konzilsväter befanden. Aber die Ergebnisse des Konzils machten Hoffnung, insbesondere das explizite Verbot „jeder Form der Diskriminierung wegen des Geschlechts“ als göttliches Recht in der Pastoralkonstitution Gaudium et Spes.
1975 schlug die Würzburger Synode, an der auch alle deutschen Bischöfe beteiligt waren, dem Papst vor, die Frage des Diakonats der Frau entsprechend den gegenwärtigen theologischen Erkenntnissen zu prüfen und Frauen angesichts der pastoralen Situation womöglich zur Diakonatsweihe zuzulassen. Die Frage der Priesterweihe der Frau wurde von der Synode jedoch bewusst ausgeklammert.
1976 erklärte die päpstliche Bibelkommission, dass im Neuen Testament keine Entscheidung über die Ordination von Frauen zum Priestertum gefällt werde und folglich kein Verbot von Priesterinnen aus neutestamentlichen Aussagen herausgelesen werden könne; auch werde der Heilsplan Christi durch die Zulassung der Frauenordination nicht überschritten oder verfälscht.
Beim Studientag der Frühjahrsvollversammlung der Deutschen Bischofskonferenz im Februar 2013 machte Walter Kardinal Kasper in einem Vortrag den Vorschlag eines nicht sakramentalen Amtes für Frauen, vergleichbar den Sakramentalien der Jungfrauenweihe oder der Benediktion einer Äbtissin. Erzbischof Robert Zollitsch, dem bis heute weitere Bischöfe gefolgt sind wie z. B. 2017 Bischof Gebhard Fürst, sprach sich im April 2013 ebenfalls für einen spezifischen Dienst für Frauen aus. Gegen die Ordination von Frauen zum Diakonat wandten sich etwa der Regensburger Bischof Rudolf Voderholzer und der Münchener Erzbischof Reinhard Kardinal Marx.
Am 12. Mai 2016 kündigte Papst Franziskus bei einer Audienz für Ordensfrauen die Einrichtung einer Kommission an, durch die der Diakonat der Frau in der Urkirche wissenschaftlich noch einmal genau untersucht werden solle. Am 1. August 2016 gab der Heilige Stuhl die Einrichtung der Kommission bekannt, die von Erzbischof Luis Francisco Ladaria Ferrer SJ geleitet wurde. 2019 hatte die Kommission ihre Arbeit beendet, war aber zu keinen gemeinsamen Schlussfolgerungen gekommen. Zu einem Diakonat der Frau gebe es nach den Worten von Papst Franziskus in absehbarer Zeit keine Entscheidung.
Der Präfekt der Glaubenskongregation, Erzbischof Ladaria, bekräftigte das Nein der katholischen Kirche zur Priesterweihe für Frauen. In einem Beitrag für die Vatikanzeitung Osservatore Romano vom 29. Mai 2018 beanspruchte er unter Verweis auf Ordinatio sacerdotalis, „dass es sich um eine Wahrheit handelt, die zum Glaubensgut der Kirche gehört“.
2018 haben die 34 Ordensoberinnen der deutschsprachigen Frauenorden den Zugang der Frauen zu allen Weiheämtern gefordert. Die Generaloberin der Oberzeller Franziskanerinnen, Katharina Ganz OSF, nennt die Ablehnung der Frauenordination eine „Diskriminierung“ der Frauen. Die Kirche könne sich nicht für „Menschenrechte einsetzen und gleichzeitig die Menschenrechte in den eigenen Reihen missachten“. Damit verspiele sie komplett ihre Glaubwürdigkeit.
Bei einer Audienz für die Generaloberinnen der Frauenorden weltweit mit 850 Teilnehmerinnen im Mai 2019 stellte die Generaloberin der Oberzeller Franziskanerinnen, Katharina Ganz OSF, dem Papst eine Frage zur Frauenordination mit dem Hinweis, dass man die Frauenfrage nicht nur aus der Geschichte und der Dogmatik heraus beantworten dürfe, sondern auch die pastorale Dimension in der heutigen Zeit beachten müsse. Der Papst beendete seine Antwort an Ganz mit der Aufforderung, dass derjenige, dem die Lehre der Kirche nicht passe, gehen und eine neue Kirche gründen könne.
Im Oktober 2019 äußerte der Essener Bischof Franz-Josef Overbeck, die allermeisten Menschen verstünden die Begründung des Ausschlusses von Frauen vom Weiheamt mit dem Willen Jesu nicht mehr und glaubten es auch nicht. Er selbst sei „mehr als nachdenklich“.
Auf der Amazonassynode im Oktober 2019 wurde vielfältig über den Diakonat der Frau diskutiert. Die Teilnehmer der Synode gaben in ihrer Abschlusserklärung am 27. Oktober 2019 keine klare Empfehlung für die Zulassung von Frauen zum Diakonat ab; man warte jedoch mit großem Interesse auf die Ergebnisse der vom Papst eingesetzten Studienkommission zum Thema des Diakonats der Frau und bitte darum, die Erfahrungen und Überlegungen der Synodalen in diese Kommission einbringen zu können. In seinem nachsynodalen Schreiben Querida Amazonia vom 12. Februar 2020 brachte Papst Franziskus demgegenüber eine tendenziell ablehnende Haltung zum Ausdruck. Das Verständnis der Kirche dürfe nicht auf funktionale Strukturen reduziert werden. Dies „würde uns zu der Annahme veranlassen, dass den Frauen nur dann ein Status in der Kirche und eine größere Beteiligung eingeräumt würden, wenn sie zu den heiligen Weihen zugelassen würden. Aber eine solche Sichtweise wäre in Wirklichkeit eine Begrenzung der Perspektiven: Sie würde uns auf eine Klerikalisierung der Frauen hinlenken und den großen Wert dessen, was sie schon gegeben haben, schmälern als auch auf subtile Weise zu einer Verarmung ihres unverzichtbaren Beitrags führen.“
Der Vorsitzende der Deutschen Bischofskonferenz, der Limburger Bischof Georg Bätzing, äußerte 2020, er selbst könne als Teil einer Gesellschaft, in der die Gleichberechtigung der Geschlechter ein fundamentales Recht darstellt, bei der Forderung nach den Weiheämtern der Frauen nicht sehen, „inwiefern darin ein Fehler liegen könnte, der das Leben der Kirche auf eine schiefe Bahn bringt“, und erachtete die Frauenordination zum Diakonat für „sehr legitim“.
Die Benediktinerin Philippa Rath von der Abtei St. Hildegard geht 2023 davon aus, dass in 10–20 Jahren die ersten Priesterinnen in der römisch-katholischen Kirche geweiht werden: „Ich bin sicher, ich erlebe es noch.“ 2023 äußerte Kardinal Jean-Claude Hollerich Zweifel an der Endgültigkeit des Verbots der Frauenordination; es sei „wahrscheinlich“ keine unfehlbare Lehre des Papstes. „Mit der Zeit“ könne ein Papst diese Frage anders entscheiden. Er schloss die Weihe aber aus, wenn sie die Verbindung zur Orthodoxie gefährdete oder in der römisch-katholischen Kirche zu einer Polarisierung führen würde.
Auch wenn Papst Franziskus gegenüber dem Diakonat der Frau offen zu sein schien, wie die erneute Einsetzung einer Kommission 2020 zeigte, so lehnte er unter Berufung auf seine Vorgänger das Priestertum der Frau klar ab.
2023 äußerte Kardinal Jean-Claude Hollerich, dass das Verbot der Frauenordination wahrscheinlich keine unfehlbare Lehre des Papstes sei. Mit der Zeit könne ein Papst diese Frage anders entscheiden. Papst Franziskus bestätigte dies in seinem am 2. Oktober 2023 veröffentlichten Schreiben, wonach das letzte Wort im Streit über die Priesterweihe für Frauen noch nicht gesprochen sei.
Die Versammlung der Weltbischofssynode im Oktober 2023 hat den Zugang der Frauen zum Diakonat im Abschlussbericht als Gegenstand weiterer Überlegungen empfohlen; dies ist erstmals ein weltkirchliches Votum – über 80 % der Teilnehmer haben zugestimmt – für einen ersten Schritt zur Frauenordination. Kardinalstaatssekretär Pietro Parolin hat anschließend deutlich gemacht, dass weiterhin keine Debatte über das Frauenpriestertum möglich sei.

#### Argumente des Diskurses
Die Position des kirchlichen Lehramtes wird vor allem in den Dokumenten Inter insigniores (1976) und Ordinatio sacerdotalis (1994) ausgeführt. Die Argumentation stützt sich im Wesentlichen darauf, dass der Frauenausschluss (1) Christi Willen entspreche, der in seiner Wahl männlicher Apostel zum Ausdruck gekommen sei, (2) eine ununterbrochene Tradition der Kirche sei und (3) einer lebendigen Überzeugung entspränge.
Die Befürworter der Frauenordination verweisen auf die Bibel. Nach der römisch-katholischen Theologin Marie-Theres Wacker sei der historische Befund keineswegs so eindeutig, wie es oft als Argument angegeben würde, und „sieht in der Bibel sogar einige gute Argumente für die Frauenordination“. Nicht nur die Salzburger Neutestamentlerin Marlis Gielen verweist dabei auf Gal 3,27–28 . Die dort vorgetragene „alte Tradition hält […] fest, was die Taufe bei den Menschen, die sie empfangen, bewirkt: Sie haben Christus angezogen – gleichsam wie ein Gewand. […] Die Getauften sind zu Christus selbst geworden, sie haben unterschiedslos in der Taufe seine Identität, die Identität des Sohnes Gottes geschenkt bekommen. […] Als Mitglieder der Gemeinschaft derer, die ihr Heil untrennbar mit Christus verknüpft haben, […] unterscheiden sie sich durch die Taufe also nicht mehr voneinander, sie sind vielmehr EINER, jeder und jede (!) Getaufte ist Sohn Gottes in Christus Jesus. […] Wenn […] die Taufe grundlegend alle Täuflinge gleichgestaltet, indem sie sie auf der theologischen Ebene Christus gleichgestaltet, und wenn dadurch alles, was Menschen in dieser Welt trennt, in der Gemeinschaft der Christusgläubigen (Kirche) irrelevant wird, dann kann und darf nicht in genau dieser Gemeinschaft durch die Weihe ein neuer, ontologisch definierter Standesunterschied zwischen Laien und Klerikern begründet werden.“
Als weiteres Argument verweisen die Befürworter der Frauenordination auf das göttliche Diskriminierungsverbot in der Pastoralkonstitution Gaudium et spes (GS 29). Nicht zuletzt dieses Diskriminierungsverbot legt der Kirche die Begründungslast für die Ungleichbehandlung durch den Frauenausschluss von der Ordination auf, die das ZDK 2017 in seinen Osnabrücker Thesen einforderte. Aber eine tragfähige Begründung des Lehramtes gebe es nicht. Alle kirchlichen Argumente könne man „nicht nur widerlegen, sondern geradezu zerpflücken“, so Claudia Lücking-Michel, Vizepräsidentin des ZDK. Dies gelte besonders für die unzutreffende Behauptung, der Frauenausschluss sei Christi Wille. Diese Interpretation zeige einen oberflächlichen Umgang mit Christi Wirken und sei methodisch fehlerhaft. Christi Wirken enthalte keine Anhaltspunkte für seinen Willen, Frauen niemals zu Priestern zu weihen.
Nicht zuletzt wird dem konziliären Diktum, die Zeit sei (für die Frauenordination) noch nicht reif, widersprochen. So ist die Generaloberin der Oberzeller Franziskanerinnen, Schwester Katharina Ganz, davon überzeugt, dass es „in unserem Kulturkreis nicht mehr vermittelbar ist, dass die Tür zu Weiheämtern für Frauen weiter geschlossen bleibt“. Für diese „schmerzhafte Gerechtigkeitslücke“ in der katholischen Kirche gäbe es nicht nur keine Akzeptanz bei den Gläubigen mehr, sondern sie gefährde auch Zukunft und Bestand der Kirche. Geradezu prophetisch mutete der Appell an, den die Theologin Theresia Münch den deutschen Bischöfen für das 2. Vatikanische Konzil 1965 mit auf den Weg gab: „Bitte, nehmen Sie die Frauen ernst und für volle Glieder der Kirche, solange es noch Zeit ist, solange sie noch am Gottesdienst teilnehmen! Wenn die Frauen en gros erst einmal die Konsequenz daraus gezogen haben, dass sie in der Kirche dauernd negiert werden, ist es zu spät.“

#### Frauenordination contra legem
Die ersten Ordinationen von Frauen zum Diakonat und zum Priesteramt fanden 1970 durch den römisch-katholischen Bischof Felix Davídek und weitere Bischöfe in der tschechischen Untergrundkirche statt. Diese kirchenrechtswidrigen Ordinationen erfolgten in dem Wissen, dass die Zulassung von Frauen zu Weiheämtern nicht gleichzeitig von der Gesamtheit der Kirche akzeptiert wird. Aber nach Davídeks Selbstverständnis „muss jemand sein, der das weitergibt, was erst im Großteil der Menschheit allmählich reifen wird“. Die Ordinationen blieben lange geheim, auch diejenige der  „ersten römisch-katholischen Priesterin“ Ludmila Javorová.
Mediale Aufmerksamkeit erfuhr die Weihe von sieben Theologinnen zu Priesterinnen, die am 29. Juni 2002 durch zwei Bischöfe auf einem Donauschiff erfolgte. Sie wurden als Danube Seven (Donau-Sieben) bekannt. Die römisch-katholische Kirche betrachtet ihre Weihe wegen ungültiger Materie, Widerspruch zur Lehre der Kirche als unerlaubt gespendet und nicht gültig zustandegekommen. Die Frauen wurden vom Heiligen Stuhl ermahnt, die Nichtigkeit ihrer Weihe anzuerkennen, damit sie „zur Einsicht gelangen und den Weg zurückfinden zur Einheit im Glauben und zur Gemeinschaft mit der Kirche, die sie durch ihr Handeln verletzt haben“. Da sie dem nicht nachkamen, trat die Exkommunikation als Beugestrafe ein.
Die Frauen sind der Auffassung, dass sie gültig ordiniert wurden, weil die Verbotsnorm unwirksam sei. Denn ein ungerechtes Gesetz habe keine Gültigkeit (lex iniusta non obligat). Auch sei die Ordination gültig, selbst wenn sie verbotswidrig erfolgt wäre (nach kanonischem Recht: valide, sed illicite). Denn das Zweite Vatikanische Konzil hatte bestimmt, dass Priester aufgrund ihres bei der Weihe empfangenen Character indelebilis – und nicht aufgrund angeborener Eigenschaften – „dem Priester Christus gleichförmig“ sind (Presbyterorum ordinis Nr. 2). Unter Kirchrechtlern ist die Gültigkeit der Ordination umstritten.
Inzwischen wurden weitere Frauen contra legem zu römisch-katholischen Priesterinnen geweiht, vornehmlich in Nordamerika und Westeuropa. Sie haben sich in der Organisation Roman Catholic Women Priests (RCWP) zusammengeschlossen. Aus einer aktuellen Erhebung dieser Organisation vom 15. August 2021 ergibt sich derzeit eine Zahl von 282 römisch-katholischen Priesterinnen weltweit. Dies schließt 18 Bischöfinnen mit ein, die neben den Vagantenbischöfen weitere Frauen zu Priesterinnen geweiht haben. Der Länderschwerpunkt römisch-katholischer Priesterinnen liegt in den USA mit etwa 140 Priesterinnen. In Deutschland gibt es danach derzeit zwei Bischöfinnen, eine Priesterin und eine Diakonin.

#### Sanktion der Frauenordination
Aufgrund dieser Entwicklung erließ die Kongregation für die Glaubenslehre 2008 das Dekret Das schwerwiegende Delikt über die versuchte Priesterweihe einer Frau. Danach werden alle Personen, die an einer Frauenordination beteiligt sind, automatisch von der römisch-katholischen Kirche durch den Mechanismus der latae sententiae exkommuniziert. Die Exkommunikation trifft nunmehr – anders als die bisherige Spruchexkommunikation – auch diejenigen, die der Kirche unbekannt sind, weil sie die Weihe nicht öffentlich machen. Mit der Reform des Kirchenstrafrechts vom 8. Dezember 2021 wird dies im neuen canon 1379 § 3 CIC auch gesetzlich geregelt. Die Regelung wurde bereits vor Inkrafttreten heftig kritisiert.

### Ostkirchen
Nach der Lehre der orthodoxen und altorientalischen Ostkirchen ist das sakramentale Weiheamt ebenfalls auf Männer beschränkt.
In der Tradition der frühchristlichen und mittelalterlichen Praxis wurde von orthodoxen Theologen die Wiedereinführung des Frauendiakonats angeregt.
Der Heilige Synod der griechisch-orthodoxen Kirche stimmte am 8. Oktober 2004 dafür, den Bischöfen eine Ernennung von monastischen Diakoninnen zu erlauben, die in der Liturgie des Klosters eine unterstützende Aufgabe ausüben. Das Amt der Diakonin hat allerdings keinen sakramentalen Charakter, es handelt sich um eine Ernennung (χειροθεσία chirothesía), nicht um eine Ordination (χειροτονία chirotonía).

## Verbreitung der Frauenordination
Weltweit sind jene Kirchen, die keine Frauenordination anerkennen, nach Mitgliederzahlen in der deutlichen Mehrheit (ca. 85 %). In Deutschland ist es nach Mitgliederzahl ungefähr die Hälfte der Kirchen, die eine Frauenordination befürwortet. Nach Kontinenten betrachtet ist festzustellen, dass in den Kirchen mit unterschiedlichen Varianten (s. u.) die Frauenordination vorwiegend in der westlichen Welt, also Europa, Anglo-Amerika und Australien-Ozeanien anzutreffen ist, wesentlich seltener hingegen in Afrika, Asien und Lateinamerika.

### Kirchen mit prinzipieller Frauenordination
- Die Mitgliedskirchen der EKD
- Die Mitgliedskirchen des EKS
- Evangelisch-methodistische Kirche und weitere methodistische Kirchen, (z. B. Kirche des Nazareners, Methodist Church of Great Britain, Heilsarmee)
- Unierte Kirchen; z. B. die Mitgliedskirchen der Union Evangelischer Kirchen (UEK), United Church of Christ, United Church of Canada, Uniting Church in Australia, Protestantische Kirche der Niederlande, United Reformed Church, Vereinigte Protestantische Kirche von Belgien, Vereinigte Protestantische Kirche Frankreichs, Evangelische Kirche der Böhmischen Brüder[113]
- Herrnhuter Brüdergemeine[114]
- Quäker (Religiöse Gesellschaft der Freunde)
- Metropolitan Community Church
- Die Christengemeinschaft
- Christian Church (Disciples of Christ)
- Bund Freier evangelischer Gemeinden in Deutschland (seit 2010)
- Evangelisch-Lutherische Kirche in Baden
- International Council of Community Churches
- Waldenser
- BewegungPlus (Schweiz, seit 2000)[115]
- Tschechoslowakische Hussitische Kirche
- Neuapostolische Kirche (ab 1. Januar 2023)[116]

### Unterschiedliche Varianten
- Altkatholische Kirchen der Utrechter Union
  - dafür: Alt-Katholische Kirche in Deutschland, Altkatholische Kirche Österreichs, Alt-Katholische Kirche der Niederlande, Christkatholische Kirche der Schweiz
  - nur Diakoninnen: Altkatholische Kirche in Tschechien[117]
  - die anderen altkatholischen Kirchen der Utrechter Union (Polnisch-Katholische Kirche, Altkatholische Kirche Kroatien) kennen zwar selbst keine Frauenordination, akzeptieren dies jedoch in den anderen altkatholischen Kirchen und sind auch in der Gemeinschaft mit ihnen.
- Andere altkatholische Kirchen:
  - dafür: Katholische Kirche der Mariaviten (Felicjanow-Mariaviten): Frauenordination seit 1935
  - dagegen: Altkatholische Kirche der Mariaviten in Polen (Płock), Polish National Catholic Church in den USA und Kanada (aus diesem Grund nicht mehr Mitglied der Utrechter Union)
- Anglikanische Kirchen (42 Provinzen und 5 extraprovinzielle anglikanische Kirchen):
  - dafür: 36 Provinzen
    - Anglican Church in Aotearoa, New Zealand and Polynesia, Anglican Church of Australia, Episkopalkirche der Vereinigten Staaten von Amerika, Church of Bangladesh, Anglican Church of Bermuda[118], Church of Ceylon[119], Iglesia Anglicana de Chile[120], Church of England, Parish of the Falkland Islands, Reformierte Episkopalkirche Spaniens,  Anglikanische Kirche von Kanada, Episkopalkirche von Brasilien, Church of the Province of Burundi, Episkopalkirche von Jerusalem und dem Nahen Osten,[121] Hong Kong Sheng Kung Hui, Anglican Church of Kenya[122], Episkopalkirche von Kuba, Church of Ireland, Nippon Sei Ko Kai, Lusitanische Kirche von Portugal, Anglikanische Kirche von Mexiko, Church of North India, Church of the Province of Rwanda, Church of South India, Kirchenprovinz Uganda der Anglikanischen Gemeinschaft, Episkopalkirche der Philippinen, Scottish Episcopal Church, Anglican Church of Southern Africa, Province of the Episcopal Church of South Sudan; Church of the Province of West Africa; Church in the Province of the West Indies; Iglesia Anglicana del Cono Sur de América; Anglikanische Kirche von Tansania[123], Church of the Province of Central Africa[124], Igreja Anglicana de Mocambique e Angola[125], Church in Wales

  - in drei Provinzen haben Frauen den Zugang zum Diakonat:
    - Church of Pakistan, Church of the Province of the Indian Ocean und die Province de L’Eglise Anglicane Du Congo

  - dagegen: sieben Provinzen
    - Episcopal / Anglican Province of Alexandria, Anglikanische Kirche von Korea, Church of Nigeria, Church of the Province of South East Asia, Anglican Church of Papua New Guinea, Church of the Province of Melanesia, Province of the Episcopal Church of Sudan
- Baptisten:
  - in Europa (Europäisch-Baptistische Föderation) größtenteils dafür, z. B. Bund Evangelisch-Freikirchlicher Gemeinden (teilweise), Bund Schweizer Baptistengemeinden
  - in Nordamerika unterschiedlich American Baptist Churches USA,[126] North American Baptist Conference,[127] Alliance of Baptists und Progressive National Baptist Convention dafür – Southern Baptist Convention dagegen, aber mit zunehmenden Zuwiderhandlungen, z. B. 2021 durch Rick Warren.[128]
  - in Asien dagegen[129]
- Liberalkatholische Kirche (seit 2002 gibt es eine wachsende Bewegung in der LKK, die auch Frauen zu den Ämtern zulässt; so auch in Deutschland. Daneben existiert eine konservative Gruppe, die der Frauenordination abweisend gegenübersteht.)
- Lutherische Kirchen:
  - Von den 148 Mitgliedskirchen des Lutherischen Weltbundes ordinieren mindestens 122 Mitgliedskirchen Frauen.[130]
    - Dafür unter anderem: Evangelisch-Lutherische Kirche in Amerika,[131] Lutherische Landeskirchen in der Evangelischen Kirche in Deutschland, Dänische Volkskirche, Evangelisch-Lutherische Kirche Finnlands, Isländische Staatskirche, Norwegische Kirche, Evangelisch-Lutherische Freikirche Norwegen, Schwedische Kirche, Lutherische Kirche Taiwan (LKT),[132] Äthiopische Evangelische Kirche Mekane Yesus,[133] Lutherische Kirche in Sambia (ELKSA), Evangelische Kirche Augsburgischen Bekenntnisses in Österreich, Evangelisch-Lutherische Kirche in Kanada[134] Estnische Evangelisch-Lutherische Kirche[130], Evangelisch-Lutherische Kirche in Ungarn, Evangelisch-Augsburgische Kirche in Polen (seit 2021), Evangelisch-Lutherische Kirche in Jordanien und im Heiligen Land (seit 2023)[135]
    - Dagegen unter anderem:  Evangelisch-Lutherische Kirche in Litauen Evangelisch-Lutherische Kirche Lettlands (einzelne Frauenordinationen in der Vergangenheit)

  - Mitgliedskirchen im Internationalen Lutherischen Rat (ILC):
    - Dafür: Lutherische Kirche Australiens
    - Dagegen Selbständige Evangelisch-Lutherische Kirche (SELK), Lutheran Church – Missouri Synod, Lutheran Church in Southern Africa, Freie Evangelisch-lutherische Synode in Südafrika, Lutherische Kirche – Kanada, Evangelisch-Lutherische Kirche des Ingermanlandes in Russland, Lutherische Gutnius-Kirche etc.
- Mennoniten:
  - gemeindeabhängig geregelt; in den meisten Gemeinden der Arbeitsgemeinschaft Mennonitischer Gemeinden in Deutschland[136] und der Konferenz der Mennoniten in der Schweiz seit langem gängige Praxis, statt von Ordination wird in täuferisch-mennonitischen Gemeinden oft von Einsetzung oder Beauftragung gesprochen.
- Pfingstbewegung
  - in Europa größtenteils dafür, z. B. Bund Freikirchlicher Pfingstgemeinden[137]
  - dagegen: Apostolische Pfingstgemeinde
- Reformierter Weltbund etwa drei Viertel der Mitgliedskirchen dafür, ein Viertel dagegen[138]
  - Dafür: Evangelisch-reformierte Kirchen der Schweiz, Presbyterian Church (USA), Cumberland Presbyterian Church, Reformed Church in America, Evangelisch-reformierte Kirche in Deutschland, United Reformed Church, Church of Scotland, Evangelische Kirche H.B. in Österreich, Protestantisch-Reformierte Kirche von Luxemburg H. B., Presbyterian Church in Ireland, Presbyterian Church of Wales[139] Evangelisch-Reformierte Kirche in Litauen, Reformierte Kirche in Ungarn
  - Dagegen: Christian Church of Tuvalu, Church of South India
- Vereinigung Apostolischer Gemeinden in Europa, Indien Pro, Australien und Südafrika Ablehnung
- Siebenten-Tags-Adventisten in Europa und Nordamerika teilweise, in anderen Weltregionen dagegen

### Kirchen ohne Frauenordination
- Römisch-katholische Kirche
- Orthodoxe Kirchen (Ausnahme: Orthodoxe Kirche von Alexandria und ganz Afrika[140])
- Fast alle altorientalischen Kirchen (mit Ausnahme kleiner Kirchen in Europa und Nordamerika):
  - Armenische Apostolische Kirche
  - Assyrische Kirche („Nestorianer“)
  - Äthiopisch-Orthodoxe Tewahedo-Kirche
  - Eritreisch-Orthodoxe Tewahedo-Kirche
  - Jakobitische Kirche
  - Koptische Kirche
  - Thomaschristen
- Mitgliedskirchen der Konfessionellen Evangelisch-Lutherischen Konferenz (KELK): Evangelisch-Lutherische Freikirche
- Alle Glaubensgemeinschaften, die aus der Bibelforscherbewegung hervorgingen:
  - Ernste Bibelforscher
  - Freie Bibelgemeinde
  - Zeugen Jehovas
- Brüderbewegung

### Alt-Katholisch
- Joachim Vobbe: Geh zu meinen Brüdern. Vom priesterlichen Auftrag der Frauen in der Kirche. Brief des Bischofs an die Gemeinden des Katholischen Bistums der Alt-Katholiken. Katholisches Bistum der Alt-Katholiken in Deutschland, Bonn Februar 1996.

### Anglikanisch
- C. S. Lewis: Pastorinnen in der Kirche. In: Ders.: Gott auf der Anklagebank. Brunnen-Verlag, Basel/Gießen 1981, S. 99–106; zuerst veröffentlicht unter dem Titel Notes on the Way. In: Time and Tide, Jg. 29 (1948), S. 830–831.

### Römisch-katholisch
- Kongregation für die Glaubenslehre, Erklärung zur Frage der Zulassung der Frauen zum Priesteramt „Inter insigniores“ (15.10.1976), in: AAS 69 (1977) S. 98–116 (www.vatican.va).
- Leonard Swidler, Arlene Swidler (Hrsg.): Women Priests. A catholic commentary on the Vatican declaration. Paulist Press, New York NY 1977, ISBN 0-8091-2062-3.
- Herlinde Pissarek-Hudelist: Die Bedeutung der Sakramententheologie Karl Rahners für die Diskussion um das Priestertum der Frau. In: Herbert Vorgrimler (Hrsg.): Wagnis Theologie. Erfahrungen mit der Theologie Karl Rahners. (Karl Rahner zum 75. Geburtstag am 5. März 1979). Herder, Freiburg (Breisgau) u. a. 1979, ISBN 3-451-18491-5, S. 417–434.
- Manfred Hauke: Die Problematik um das Frauenpriestertum vor dem Hintergrund der Schöpfungs- und Erlösungsordnung (= Konfessionskundliche und kontroverstheologische Studien. Bd. 46). 3., überarbeitete Auflage. Bonifatius, Paderborn 1991, ISBN 3-87088-661-7 (Zugleich: München, Universität, Dissertation, 1981).
- Das Apostolische Schreiben Ordinatio Sacerdotalis vom 22. Mai 1994. Wortlaut – Stellungnahmen Reaktionen. In: Klerusblatt 74 (1994), S. 147–150.
- Kongregation für die Glaubenslehre: Antwort auf den Zweifel bezüglich der im Apostolischen Schreiben „Ordinatio sacerdotalis“ vorgelegten Lehre, 28. Oktober 1995. In: Osservatore Romano, Wochenausgabe in deutscher Sprache 47 (1995), S. 4 (www.vatican.va).
- Hans Urs von Balthasar: Frauenpriestertum?, in: Neue Klarstellungen, Johannes Verlag, Einsiedeln/Freiburg 21995, S. 109–115.

- John Wijngaards: The Ordination of Women in the Catholic Church. Unmasking a Cuckoo's Egg Tradition. Darton, Longman & Todd, London 2001, ISBN 0-232-52420-3.
- Werner Ertel, Gisela Forster (Hrsg.): „Wir sind Priesterinnen“. Aus aktuellem Anlass: die Weihe von Frauen 2002. Patmos, Düsseldorf 2002, ISBN 3-491-70363-8.
- Ida Raming: Priesteramt der Frau – Geschenk Gottes für eine erneuerte Kirche (= Theologische Frauenforschung in Europa. Bd. 7). Lit, Münster u. a. 2002, ISBN 3-8258-5579-1.
- Sabine Demel: Frauen und kirchliches Amt. Vom Ende eines Tabus in der katholischen Kirche. Herder, Freiburg (Breisgau) u. a. 2004, ISBN 3-451-28514-2.
- Römischer Kommentar zur Erklärung der Kongregation für die Glaubenslehre zur Frage der Zulassung der Frauen zum Priesteramt, in: Gerhard Ludwig Müller (Hrsg.): Von „Inter Insigniores“ bis „Ordinatio Sacerdotalis“. Dokumente und Studien der Glaubenskongregation. Mit einer Einleitung von Joseph Kardinal Ratzinger, Würzburg 2006, S. 61–84.
- Bridget Mary Meehan, Elsie Hainz McGrath, Ida Raming (Hrsg.): Frauen finden einen Weg: Die internationale Bewegung „Römisch-Katholische Priesterinnen“, Lit-Verlag, 2009, ISBN 978-3-643-10240-9.
- Joseph Ratzinger: Das Priestertum des Mannes – ein Verstoß gegen die Rechte der Frau, in: Gesammelte Schriften 12, Herder, Freiburg/Basel/Wien 2010, S. 129–138.
- Joseph Ratzinger: Grenzen kirchlicher Vollmacht. Das neue Dokument von Papst Johannes Paul II. zur Frage der Frauenordination, in: Gesammelte Schriften 12, Herder, Freiburg/Basel/Wien 2010, S. 139–153.
- Quirin Weber: Frauenordination – notwendendes „Zeichen der Zeit“. In: Schweizerische Kirchenzeitung (SKZ) 37 (2016), S. 465–472.
- Christiane Florin: Der Weiberaufstand. Warum Frauen in der katholischen Kirche mehr Macht brauchen. Kösel, München 2017, ISBN 978-3-466-37191-4.
- Hanna-Barbara Gerl-Falkovitz: Nochmals gelesen: Ordinatio sacerdotalis. In: IKZ Communio 50 (2021), S. 105–108.

### Ökumenisch
- Papst Paul VI.: Antwortschreiben an Seine Gnaden den Hochwürdigsten Herrn Dr. F. D. Coggan, Erzbischof von Canterbury, über das Priestertum der Frau (30. November 1975), in: AAS 68 (1976), 599f. (engl. auf womenpriests.org).
- Urs von Arx, Anastasios Kallis (Hrsg.): Bild Christi und Geschlecht. „Gemeinsame Überlegungen“ und Referate der Orthodox-Altkatholischen Konsultation zur Stellung der Frau in der Kirche und zur Frauenordination als ökumenisches Problem, 25. Februar – 1. März 1996 in Levádhia (Griechenland) und 10.–15. Dezember 1996 in Konstancin (Polen) (= Internationale Kirchliche Zeitschrift. NF Jahr 88, Heft 2 = Heft 422, ZDB-ID 5855-5). Stämpfli, Bern 1998.

### Protestantisch
- Peter Brunner: Das Hirtenamt und die Frau. (1959). In: Peter Brunner: Pro Ecclesia. Gesammelte Aufsätze zur dogmatischen Theologie. Band 1. 3., unveränderte Auflage.  Lutherisches Verlagshaus, Berlin 1990, ISBN 3-924022-26-7, S. 310–338.
- Kurt E. Marquart: The ordination of Women. In: Kurt E. Marquart: The Church and her fellowship, ministry and governance (= Confessional Lutheran Dogmatics. Bd. 9). International Foundation for Lutheran Confessional Research, Fort Wayne IN 1990, ISBN 0-9622791-9-6, S. 166 ff.
- Heinrich Herrmanns, Horst Georg Pöhlmann, Reinhard Slenczka: Pro und kontra Frauenordination. Referate und Voten auf der Schaumburg-Lippischen Landessynode am 5. Oktober in Bückeburg (= Idea e. V. Dokumentation. 91, Nr. 28, ISSN 0937-6984). idea, Wetzlar 1991.
- Kirchenamt der Evangelischen Kirche in Deutschland (Hrsg.): Frauenordination und Bischofsamt. Eine Stellungnahme der Kammer für Theologie der EKD (= EKD-Texte. 44, ZDB-ID 236475-x). Kirchenamt der EKD, Hannover 1992.
- Markus Rathey: Die Pfarrerin in Westfalen. Die Geschichte ihrer Gleichstellung am Beispiel der kirchenrechtlichen Entwicklung. In: Jahrbuch für westfälische Kirchengeschichte. Bd. 86, 1992, ISSN 0341-9886, S. 199–218.
- Werner Neuer: Mann und Frau in christlicher Sicht. 5., neu bearbeitete Auflage. Brunnen-Verlag, Gießen u. a. 1993, ISBN 3-7655-9503-9.
- Christine Globig: Frauenordination im Kontext lutherischer Ekklesiologie. Ein Beitrag zum ökumenischen Gespräch (= Kirche und Konfession. Bd. 36). Vandenhoeck & Ruprecht, Göttingen 1994, ISBN 3-525-56540-2 (Zugleich: Kiel, Universität, Dissertation, 1992).
- Reinhard Slenczka: Die Ordination von Frauen zum Amt der Kirche. In: Reinhard Slenczka: Amt – Ehe – Frau. Vier Vorträge aus gegebenem Anlass. Verlag der Lutherische Buchhandlung Harms, Groß Oesingen 1994, ISBN 3-86147-104-3; S. 8–25.
- Dagmar Herbrecht, Ilse Härter, Hannelore Erhart (Hrsg.): Der Streit um die Frauenordination in der Bekennenden Kirche. Quellentexte zu ihrer Geschichte im Zweiten Weltkrieg. Neukirchener, Neukirchen-Vluyn 1997, ISBN 3-7887-1649-5.
- Dagmar Herbrecht: Emanzipation oder Anpassung. Argumentationswege der Theologinnen im Streit um die Frauenordination in der Bekennenden Kirche. Neukirchener, Neukirchen-Vluyn 2000, ISBN 3-7887-1785-8 (Zugleich: Kassel, Universität, Dissertation, 1999).
- Bundes-Unterrichts-Werk des Bund freikirchlicher Pfingstgemeinden: Stellungnahmen zum „Dienst der Frau“ (= Arbeitsmaterial zum geistlichen Dienst. Sonderbd. 2). Books on Demand, Norderstedt 2005, ISBN 3-8334-2556-3.

### Allgemein
- Herbert Frohnhofen: Theologie-Systematisch: Sakramentenlehre § 9. Ordination 15. Frauenordination. In: theologie-systematisch.de. (aktuelle Literatur zur Frauenordination).
- Women’s Ordination Conference. (englisch, spanisch, römisch-katholisch).

### Altkatholisch
- Joachim Vobbe: Einheit in der Vielfalt oder Einigkeit im Dissens? Ökumenische Erfahrungen und Perspektiven aus alt-katholischer Sicht: Vortrag zum 30jährigen Bestehen der ACK Bonn. (PDF 168 kB) 6. September 2005, archiviert vom Original (nicht mehr online verfügbar) am 4. August 2007 (Frauenordination und Konsequenzen für die Ökumene).

### Römisch-katholisch
- ARD-Dokumentation: Die katholische Krise und die Frauen, https://www.ardmediathek.de/video/echtes-leben/die-katholische-krise-und-die-frauen/das-erste/Y3JpZDovL2Rhc2Vyc3RlLmRlL2VjaHRlcyBsZWJlbi8yMDIzLTAzLTA3XzIzLTM1LU1FWg, 7. März 2023.
- Andreas Wollbold: Lehramtliche Texte zur Frage der Frauenordination – ein kleiner Führer. Mai 2022.
- Initiative priesterinnen.net: „Weiheämter für Frauen in der römisch-katholischen Kirche“
- Marlis Gielen: Warum auch Frauen Priester werden können. In: katholisch.de. 23. März 2020.
- Johannes Paul II.: Apostolisches Schreiben Ordinatio Sacerdotalis an die Bischöfe der katholischen Kirche über die nur Männern vorbehaltene Priesterweihe. 22. Mai 1994 (römisch-katholisch).

### Protestantisch
- Die Wesentlichen Argumente zur Frage einer Ordination von Frauen zum Amt der Kirche, soweit sie bisher in der Selbständigen Evangelischlutherischen Kirche (SELK) geäußert wurden. (PDF; 85 kB) Selbständige Evangelisch-Lutherische Kirche, Oktober 2000.
- Rektorat des Theologischen Seminars Elstal (Hrsg.): Forschungs- und Transferbericht 2007–2011. (PDF; 745 kB) In: th-elstal.de. 9. Mai 2012.
- Ev. Kirche im Rheinland: Ordination, Dienst und Ämter nach evangelischem Verständnis: Beschluss der Landessynode der Evangelischen Kirche im Rheinland, Bad Neuenahr. (PDF 100 kB) 14. Januar 2004 (evangelisch-uniert).
- Ilse Härter: Ansprache anlässlich der Verleihung der Ehrendoktorwürde der Kirchlichen Hochschule Wuppertal. (mp3-Audio; 20 MB; 21:50 Minuten) 2006, archiviert vom Original (nicht mehr online verfügbar) am 30. September 2007 (evangelisch-uniert).
- Katrin Hatzinger (Bevollmächtigte des Rates der EKD): Rolle der Frau in der EKD: Anhörung vor dem Gleichstellungsausschuss des Europarats „Frauen und Religion“. In: ekd.de. 10. September 2004, archiviert vom Original (nicht mehr online verfügbar) am 26. Juni 2012 (evangelisch-lutherisch), (reformiert).
- Bund Freikirchlicher Pfingstgemeinden: „Dienst der Frau“ – Frauenordination eingeführt. In: bfp.de. Archiviert vom Original (nicht mehr online verfügbar) am 11. Februar 2007 (pfingstkirchlich).

- Helge Stadelmann: Die Frau als „Pastorin“ – ja oder nein? Was sagt das Neue Testament dazu? In: efg-hohenstaufenstr.de. 20. November 1991 ((baptistisch)).
- Matthias Niche: Frauenordination und Hl. Schrift. Eine Bibelarbeit über 1 Tim 2,8–15. In: stmichael-online.de. (Kommunität St. Michael, Cottbus; (evangelisch-hochkirchlich)).
- Die Pforten der Hölle sollen sie nicht überwältigen. Ein Interview mit Erzbischof Vanags von Lettland. In: Kyrka och Folk. 2003, archiviert vom Original (nicht mehr online verfügbar) am 31. August 2013 (evangelisch-lutherisch).
- Hans Jürgen Luibl: Frauen im Pfarrdienst: abgelehnt. Die reformierte Kirche in der Ukraine und die Frauenordination. In: Reformierte Presse 15/2006. 2006, archiviert vom Original (nicht mehr online verfügbar) am 19. April 2008 (reformiert).
- Heinz Weber (Bibelschule Brake): Ekklesiologie: Exkurs: Die Rolle der Frau in der Gemeinde. In: theo-notizen.de. Archiviert vom Original (nicht mehr online verfügbar) am 24. April 2001 (Brüderbewegung).